# Muricopsis mariangelae
Muricopsis mariangelae é uma espécie de gastrópode  da família Muricidae.
É endémica de São Tomé e Príncipe.